# Tôn Hưng
Tôn Hưng (tiếng Anh: Sun Xing) (sinh ngày 16 tháng 10 năm 1963) là một diễn viên Hồng Kông và ca sĩ Mandopop sinh ra tại Quảng Đông, Trung Quốc. Ông có cha là người Trung Quốc gốc Mã Lai và mẹ là người Trung Quốc. Ông lớn lên ở Bắc Kinh và di cư đến Hồng Kông cùng cha mẹ khi còn nhỏ. Ông bắt đầu sự nghiệp diễn xuất ở Hồng Kông và chuyển đến Đài Loan vào những năm 1990, nơi ông nổi tiếng nhờ một loạt phim truyền hình nổi tiếng. Những bộ phim nổi tiếng nhất của ông là Hoa Mộc Lan, Rung động bất chợt, Thất hiệp ngũ nghĩa, Thiên sư Chung Quỳ, Tuyệt đại song kiều, Thần điêu đại hiệp, Nữ tuần án, Tiếu ngạo giang hồ, 101 lời cầu hôn...

## Danh sách phim

### Điện ảnh
| Năm  | Tên tiếng Anh                           | Tên tiếng Trung Quốc | Vai diễn                    | Chú thích    |
| ---- | --------------------------------------- | -------------------- | --------------------------- | ------------ |
| 1988 | Devil's Curse                           | 猛鬼咒               |                             |              |
| 1990 | Chicken à la Queen                      | 快樂的小雞           |                             |              |
| 1990 | The Dragon from Russia                  | 紅場飛龍             |                             |              |
| 1991 | Lover at Large                          | 難得有情郎           |                             |              |
| 1992 | Laser Drama: Action in Space            | 航天行動             |                             |              |
| 1993 | Her Judgement Day                       | 剃刀情人             |                             |              |
| 1994 | Urban Cop                               | 特警神龍             |                             |              |
| 1994 | The Lovers                              | 梁祝                 | Ruoxu                       |              |
| 1996 | Hong Kong Show Girl                     | 癲馬女郎之一夜情     |                             |              |
| 1998 | My Wife, My Boss                        | 给太太打工           | Su Yang                     |              |
| 2003 | Double Dating                           | 非常浪漫             | Jiahui                      |              |
| 2009 | Đại nghiệp kiến quốc                    | 建國大業             | Đỗ Duật Minh                |              |
| 2010 | The Swordsman Dream                     | 嘻遊記               |                             |              |
| 2010 | Don Quixote                             | 唐吉可德             |                             |              |
| 2010 | Love Tactics                            | 爱情36计             |                             |              |
| 2010 | Super Player                            | 大玩家               |                             |              |
| 2010 | The Kidnap                              | 绑架冰激凌           |                             |              |
| 2012 | Truth or Dare                           | 真心话大冒险         | Mr. Wang                    |              |
| 2012 | Dark Wedding                            | 诡婚                 |                             |              |
| 2012 | The Death of the Jade                   | 聚客镇               | Master Wen                  |              |
| 2012 | Three Miracle Heroes: Miracles of Cards | 奇迹三雄之扑克牌游戏 | Luo Qi                      |              |
| 2012 | Chrysanthemum to the Beast              | 给野兽献花           |                             |              |
| 2012 | Save the 365th Day                      | 拯救第365天          |                             | voice acting |
| 2013 | The King of Comedy                      | 喜剧王               | - Lin Zhuosheng - Shi Dawei |              |
| 2013 | Lover Run                               | 粉红女郎之爱人快跑   |                             |              |
| 2013 | The Twins' Code                         | 孪生密码             |                             |              |
| 2013 | Love You for Loving Me                  | 我爱的是你爱我       | An Dong                     |              |

### Truyền hình
| Năm  | Tên tiếng Anh                          | Tên tiếng Trung Quốc | Vai diễn       | Chú thích                 |
| ---- | -------------------------------------- | -------------------- | -------------- | ------------------------- |
| 1987 | Genghis Khan                           | 成吉思汗             | Jamukha        |                           |
| 1987 | Hong Kong Love                         | 香港情               |                |                           |
| 1987 | Gambler                                | 賭徒                 |                |                           |
| 1988 | Those Famous Women in Chinese History  | 歷代奇女子           |                |                           |
| 1989 | Temptresses of a Thousand Faces        | 千面俏嬌娃           |                |                           |
| 1989 | Delightful Meals                       | 安樂茶飯             |                |                           |
| 1989 | Police Archives                        | 皇家檔案             |                |                           |
| 1989 | Storm in Shanghai                      | 上海風雲             |                |                           |
| 1989 | Hey, Big Brother                       | 司機大佬             | Fung Tai-loi   |                           |
| 1991 | The Fiery Daddy and His Three Sweeties | 乖女也瘋狂           |                |                           |
| 1991 | The Good Fella from Temple Street      | 廟街豪情             | Kwan Chi-yung  |                           |
| 1991 | The Burning Rain                       | 暴雨燃燒             |                |                           |
| 1992 | Casanova in China                      | 伯虎為卿狂           | Tang Yin       |                           |
| 1994 | The Heaven Sword and Dragon Saber      | 倚天屠龍記           | Yang Xiao      |                           |
| 1994 | The Seven Heroes and Five Gallants     | 七俠五義             | Bai Yutang     |                           |
| 1996 | Taiwan Paranormal Events               | 台灣靈異事件         |                |                           |
| 1997 | Love Is Payable                        | 儂本多情             | Ma Xianliang   |                           |
| 1998 | Thần điêu đại hiệp                     | 神鵰俠侶             | Quách Tĩnh     |                           |
| 2000 | Tiếu ngạo giang hồ                     | 笑傲江湖             | Điền Bá Quang  |                           |
| 2000 | Sunny Piggy                            | 春光燦爛豬八戒       | Taibai Jinxing |                           |
| 2002 | Wind and Cloud                         | 風雲                 | Nameless       |                           |
| 2003 | Flying Daggers                         | 飛刀又見飛刀         | Xue Qingbi     |                           |
| 2004 | Hi! Honey                              | 嗨！親爱的           | Xu Shu De      |                           |
| 2004 | Amor de Tarapaca                       | 紫藤戀               | Zhao Erxiang   |                           |
| 2004 | Wind and Cloud 2                       | 風雲2                | Xiongba        |                           |
| 2004 | Lady Wu: The First Empress             | 至尊紅顏             | Zhangsun Wuji  |                           |
| 2005 | Hoàng tử ếch                           | 王子變青蛙           |                |                           |
| 2006 | Sound of Colors                        | 地下鐵               | Cheng Gao      |                           |
| 2006 | Thiết tướng quân                       | 鐵將軍阿貴           | A Quế          |                           |
| 2007 | Liêu Trai kỳ nữ                        | 聊齋奇女子           | Lâm Thái Thọ   |                           |
| 2008 | Công chúa cuối cùng/The Last Princess  | 最後的格格           | Thẩm Thế Hào   |                           |
| 2009 | Happiness 3+2                          | 幸福3+2              | Yao Mingyuan   |                           |
| 2009 | Weaving Fairy and Cowherd              | 牛郎織女             | Kitchen God    |                           |
| 2009 | The Diamond Family                     | 鉆石豪門             | Yu Botao       |                           |
| 2009 | Aliens at Home                         | 家有外星人           | Tang Chao      | sitcom                    |
| 2010 | Entangling Love in Shanghai            | 儂本多情             | Qiao Xiannong  | remake of Love Is Payable |
| 2010 | Fashion Kingdom                        | 时尚王国             | Wang Yang      |                           |
| 2011 | Dark War in the Dawn                   | 黎明前的暗戰         | Chen Mingren   |                           |
| 2011 | The Holy Pearl                         | 女媧傳說之靈珠       | Shi Youming    |                           |
| 2013 | Forward Contracts                      | 远期的合约           | Fan Yong       |                           |
| 2015 | Master of Destiny                      | 縱橫天地             | Yiu Dai-ming   |                           |

## Đĩa nhạc
| STT | Nhan đề                                                                                    | Thời lượng |
| --- | ------------------------------------------------------------------------------------------ | ---------- |
| 1.  | "Ke Da Xin Li Mian" (可達心裡面; "Able To Reach My Heart")                                 | 3:11       |
| 2.  | "Wo de Xin Ru Jia Bao Huan" (我的心如假包換; "Replacement Guaranteed If My Heart is Fake") | 4:10       |
| 3.  | "Rang Wo Li Kai" (讓我離開; "Let Me Leave")                                                | 5:03       |
| 4.  | "When A Man Meet A Woman"                                                                  | 3:24       |
| 5.  | "Bie Shuo Hai Zao Hai Zao" (別說還早還早; "Don't Say 'Still Early, Still Early'")          | 4:03       |
| 6.  | "Fei Ba! BABY" (飛吧!BABY; "Fly! Baby")                                                    | 4:12       |
| 7.  | "Shuo Fu Xin Qing" (說服心情; "Persuade Mood")                                             | 4:19       |
| 8.  | "Sha Wen Ti" (傻問題; "Stupid Question")                                                   | 3:23       |
| 9.  | "Dao Di Wo Zai Deng Shui" (到底我在等誰; "Who Am I Waiting For After All")                 | 4:26       |
| 10. | "Ai Qing Wo Niu" (愛情蝸牛; "Love Snail")                                                  | 3:48       |